# Venäänsaari (ö i Norra Savolax, Varkaus, lat 62,67, long 27,72)
Venäänsaari är en ö i Finland. Den ligger i sjön Kallavesi och i kommunen Leppävirta i den ekonomiska regionen  Varkaus ekonomiska region  och landskapet Norra Savolax, i den centrala delen av landet, 300 km nordost om huvudstaden Helsingfors. Öns area är 0,9 hektar och dess största längd är 280 meter i sydöst-nordvästlig riktning.